# Колбаса Юхим Опанасович
Юхим Опанасович Колбаса (23 березня 1905, село Симонівка? Харківської губернії, тепер село Шевченкове Чугуївського району Харківської області — ?) — радянський діяч, голова Меденицького райвиконкому, 1-й секретар Меденицького районного комітету КП(б)У Дрогобицької області.

## Життєпис
Народився в бідній селянській родині. Закінчив початкову сільську школу.
У 1920—1929 роках — секретар Шевченківської сільської ради на Харківщині.
У 1929—1932 роках — завідувач Шевченківської сільської хати-читальні Вовчанського району Харківщини.
У 1932—1937 роках — голова виконавчого комітету Шевченківської сільської ради Вовчанського району Харківської області.
У 1937—1940 роках — секретар виконавчого комітету Вовчанської районної ради Харківської області.
Член ВКП(б) з 1938 року.
У 1940—1941 роках — секретар виконавчого комітету Меденицької районної ради Дрогобицької області.
Під час німецько-радянської війни з грудня 1942 до 1944 року служив у Червоній армії в складі 5-ї ударної армії, брав участь в обороні міста Сталінграда, де був важко поранений.
У серпні 1944—1946 роках — голова виконавчого комітету Меденицької районної ради Дрогобицької області.
У 1946—1947 роках — 2-й секретар Меденицького районного комітету КП(б)У Дрогобицької області.
У листопаді 1947—1948 роках — 1-й секретар Меденицького районного комітету КП(б)У Дрогобицької області.
Потім перебував на навчанні.
У 1952—1954 роках — 1-й секретар Меденицького районного комітету КПУ Дрогобицької області.
Восени 1954—1958 роках — голова виконавчого комітету Меденицької районної ради Дрогобицької області.
Подальша доля невідома.

## Звання
- молодший лейтенант

## Нагороди
- орден Вітчизняної війни ІІ ст. (1.02.1945)
- медаль «За перемогу над Німеччиною у Великій Вітчизняній війні 1941—1945 рр.» (1945)